# Ройбер, Курт
Курт Ро́йбер (иногда Рейбер, нем. Kurt Reuber; 26 мая 1906, Кассель — 20 января 1944, Елабуга) — немецкий военный врач, воевавший в 16-й танковой дивизии вермахта в Сталинграде, автор «Сталинградской мадонны».

## Детство, юность
Курт Ройбер родился 26 мая 1906 года, в немецком городе Касселе в небогатой крестьянской семье. Родители Курта были набожны, вследствие чего он получил воспитание, соответствующее как крестьянским традициям, так и религиозным ценностям. Склонность к рисованию у мальчика проявилась рано, но вопреки своим художественным интересам учиться он идет не в художественную академию, а на теолога в университеты Марбурга и Тюбингена, поскольку это обучение было бесплатным. По вечерам после занятий он посещает курсы рисования. В Касселе он познакомился с Альбертом Швейцером, автором всемирно известных трудов по истории христианства и философии культуры. По окончании учёбы Ройбер служит в церкви села Вихманхаузен, разрываясь при этом, что ему выбрать — медицину или церковь. Дилемму разрешил Швейцер: Ройбер начал служить в Виллингсхаузене на реке Швальм. Здесь он под «влиянием» местных природных красот вернулся к рисованию. Интерес к медицине тоже взял своё: он изучает её в Марбурге, и в 1933 году защищает диссертацию, а в 1938 году — докторскую на тему «Этика врачующего сословия». С этого момента день доктора Ройбера разделен следующим образом: полдня он работает в клинике, полдня посвящает церкви — читает проповеди. Времени на рисование почти нет.

## На фронте
Потребность во фронтовых врачах привела к тому, что в октябре 1939 г. Ройбера призывают на военную службу на Балканы. Работая в госпиталях и санитарных поездах, он прошёл Румынию, Болгарию, Грецию, где был ранен.
После излечения он был отправлен в район сосредоточения войск вермахта перед нападением на СССР. С лета по зиму 1941 г. врач Ройбер обслуживал участки оккупированной территории, знакомился с русскими людьми, рисовал их. До лета 1942 г. он сделал около 150 рисунков, которые во время отпуска привез домой. Позже рисунки, сделанные Ройбером под Сталинградом, были вывезены его командиром. В 1942 году Ройбер оказался среди тех, кто участвовал в битве под Сталинградом.

## Елабуга
После окончания битвы под Сталинградом Курт Ройбер попал в лагерь НКВД № 97 в городе Елабуге.
В Российском государственном военном архиве хранится записная книжка Курта Ройбера, в которой среди записей есть несколько набросков «Сталинградской Мадонны», последний из них датирован 26 октября 1943 года, когда Ройбер находился в лагере для военнопленных № 97 в Елабуге.
Курт Ройбер умер 20 января 1944 года в лагерном лазарете от абсцесса мозжечка.